# Fortín Minas Cué
Fortín Minas Cué (anteriormente conocido como Fortín Capitán Cesar López de Filippis) es una localidad paraguaya del departamento de Boquerón, ubicada en el kilómetro 204 de la ruta PY15, a unos 512 km de Asunción.
Actualmente la localidad cuenta con unos 50 habitantes aproximadamente y forma parte del distrito de Loma Plata, ubicado a unos 63  kilómetros de distancia.